# Grande Prêmio da Espanha de 2012 (MotoGP)
O Grande Prêmio da MotoGP da Espanha de 2012 ocorreu em 29 de abril.

## Resultados

### Classificação MotoGP
| Pos | Piloto           | Equipe                    | Moto   | Tempo     | Pontos |
| --- | ---------------- | ------------------------- | ------ | --------- | ------ |
| 1   | Casey Stoner     | Repsol Honda Team         | Honda  | 45'33.897 | 25     |
| 2   | Jorge Lorenzo    | Yamaha Factory Racing     | Yamaha | +0.947    | 20     |
| 3   | Dani Pedrosa     | Repsol Honda Team         | Honda  | +2.063    | 16     |
| 4   | Cal Crutchlow    | Monster Yamaha Tech 3     | Yamaha | +2.465    | 13     |
| 5   | Andrea Dovizioso | Monster Yamaha Tech 3     | Yamaha | +18.100   | 11     |
| 6   | Alvaro Bautista  | San Carlo Honda Gresini   | Honda  | +21.395   | 10     |
| 7   | Stefan Bradl     | LCR Honda MotoGP          | Honda  | +28.637   | 9      |
| 8   | Nicky Hayden     | Ducati Team               | Ducati | +28.869   | 8      |
| 9   | Valentino Rossi  | Ducati Team               | Ducati | +34.852   | 7      |
| 10  | Hector Barbera   | Pramac Racing Team        | Ducati | +35.103   | 6      |
| 11  | Ben Spies        | Yamaha Factory Racing     | Yamaha | +38.041   | 5      |
| 12  | Aleix Espargaro  | Power Electronics Aspar   | ART    | +1'12.728 | 4      |
| 13  | Danilo Petrucci  | Came IodaRacing Project   | Ioda   | +1'18.669 | 3      |
| 14  | Mattia Pasini    | Speed Master              | ART    | +1'29.142 | 2      |
| 15  | Ivan Silva       | Avintia Blusens           | BQR    | +1'32.478 | 1      |
| 16  | Colin Edwards    | NGM Mobile Forward Racing | Suter  | +1'40.577 | 0      |
| 17  | Karel Abraham    | Cardion AB Motoracing     | Ducati | 1 volta   | 0      |

### Classificação Moto2
| Pos | Piloto              | Equipe                     | Moto        | Tempo     | Pontos |
| --- | ------------------- | -------------------------- | ----------- | --------- | ------ |
| 1   | Pol Espargaro       | Pons 40 HP Tuenti          | Kalex       | 30'12.879 | 25     |
| 2   | Marc Marquez        | Team CatalunyaCaixa Repsol | Suter       | +0.241    | 20     |
| 3   | Thomas Luthi        | Interwetten-Paddock        | Suter       | +0.483    | 16     |
| 4   | Scott Redding       | Marc VDS Racing Team       | Kalex       | +4.414    | 13     |
| 5   | Takaaki Nakagami    | Italtrans Racing Team      | Kalex       | +4.837    | 11     |
| 6   | Claudio Corti       | Italtrans Racing Team      | Kalex       | +5.881    | 10     |
| 7   | Mika Kallio         | Marc VDS Racing Team       | Kalex       | +6.149    | 9      |
| 8   | Dominique Aegerter  | Technomag-CIP              | Suter       | +7.097    | 8      |
| 9   | Toni Elias          | Mapfre Aspar Team          | Suter       | +7.866    | 7      |
| 10  | Johann Zarco        | JIR Moto2                  | Motobi      | +8.680    | 6      |
| 11  | Bradley Smith       | Tech 3 Racing              | Tech 3      | +9.382    | 5      |
| 12  | Alex De Angelis     | NGM Mobile Forward Racing  | Suter       | +9.768    | 4      |
| 13  | Xavier Simeon       | Tech 3 Racing              | Tech 3      | +10.433   | 3      |
| 14  | Andrea Iannone      | Speed Master               | Speed Up    | +31.366   | 2      |
| 15  | Gino Rea            | Federal Oil Gresini Moto2  | Moriwaki    | +31.504   | 1      |
| 16  | Anthony West        | QMMF Racing Team           | Moriwaki    | +34.172   | 0      |
| 17  | Simone Corsi        | Came IodaRacing Project    | FTR         | +34.450   | 0      |
| 18  | Axel Pons           | Pons 40 HP Tuenti          | Kalex       | +36.410   | 0      |
| 19  | Ricard Cardus       | Arguiñano Racing Team      | AJR         | +36.803   | 0      |
| 20  | Angel Rodriguez     | Desguaces La Torre SAG     | FTR         | +37.449   | 0      |
| 21  | Yuki Takahashi      | NGM Mobile Forward Racing  | Suter       | +39.465   | 0      |
| 22  | Randy Krummenacher  | GP Team Switzerland        | Kalex       | +45.782   | 0      |
| 23  | Julian Simon        | Blusens Avintia            | Suter       | +46.163   | 0      |
| 24  | Alexander Lundh     | Cresto Guide MZ Racing     | MZ-RE Honda | +46.251   | 0      |
| 25  | Roberto Rolfo       | Technomag-CIP              | Suter       | +59.593   | 0      |
| 26  | Ratthapark Wilairot | Thai Honda Gresini Moto2   | Moriwaki    | +59.987   | 0      |
| 27  | Nicolas Terol       | Mapfre Aspar Team          | Suter       | +1'01.010 | 0      |
| 28  | Esteve Rabat        | Pons 40 HP Tuenti          | Kalex       | 1 volta   | 0      |

### Classificação Moto3
| Pos | Piloto              | Equipe                  | Moto        | Tempo     | Pontos |
| --- | ------------------- | ----------------------- | ----------- | --------- | ------ |
| 1   | Romano Fenati       | Team Italia FMI         | FTR Honda   | 43'50.885 | 25     |
| 2   | Luis Salom          | RW Racing GP            | Kalex KTM   | +36.139   | 20     |
| 3   | Sandro Cortese      | Red Bull KTM Ajo        | KTM         | +36.895   | 16     |
| 4   | Alex Rins           | Estrella Galicia 0,0    | Suter Honda | +37.061   | 13     |
| 5   | Alexis Masbou       | Caretta Technology      | Honda       | +49.036   | 11     |
| 6   | Maverick Viñales    | Blusens Avintia         | FTR Honda   | +55.857   | 10     |
| 7   | Alberto Moncayo     | Bankia Aspar Team       | Kalex KTM   | +57.505   | 9      |
| 8   | Niccolo Antonelli   | San Carlo Gresini Moto3 | FTR Honda   | +1'03.683 | 8      |
| 9   | Hector Faubel       | Bankia Aspar Team       | Kalex KTM   | +1'15.351 | 7      |
| 10  | Zulfahmi Khairuddin | AirAsia-Sic-Ajo         | KTM         | +1'35.650 | 6      |
| 11  | Alessandro Tonucci  | Team Italia FMI         | FTR Honda   | 1 volta   | 5      |
| 12  | Alex Marquez        | Estrella Galicia 0,0    | Suter Honda | 1 volta   | 4      |
| 13  | Ivan Moreno         | Andalucia JHK Laglisse  | FTR Honda   | 1 volta   | 3      |
| 14  | Alan Techer         | Technomag-CIP-TSR       | TSR Honda   | 1 volta   | 2      |
| 15  | Giulian Pedone      | Ambrogio Next Racing    | Oral        | 1 volta   | 1      |
| 16  | Marcel Schrotter    | Mahindra Racing         | Mahindra    | 1 volta   | 0      |
| 17  | Jasper Iwema        | Moto FGR                | FGR Honda   | 1 volta   | 0      |